# Type-Moon
TYPE-MOON (タイプムーン Taipu Mūn?) es una compañía de juegos japonesa, fundada por el autor Kinoko Nasu y el ilustrador Takashi Takeuchi. También se la conoce bajo el nombre de Notes Co., Ltd. (有限会社ノーツ Yūgen gaisha Nōtsu?) dentro de sus operaciones corporativas y editoriales, siendo éste el nombre oficial de la compañía, mientras que Type-Moon se mantiene como el nombre de marca como homenaje a sus orígenes como grupo dōjin.
Tras crear la popular novela visual Tsukihime como un círculo de software dōjin, Type-Moon se estableció como una corporación y desde entonces ha producido la incluso más popular novela visual Fate/stay night, la cual se convirtió en su título insignia. Esta última también ha sido adaptada en formato de anime y manga, ayudando a crear una base de fanáticos a nivel global.

## Historia
TYPE-MOON fue fundado por Takashi Takeuchi y Kinoko Nasu, cuyo primer proyecto fue Kara no Kyōkai, que originalmente se publicó en octubre de 1998 y se realizó una reimpresión en 2004.
El nombre de la compañía, TYPE-MOON, tiene su origen en uno de los trabajos anteriores de Kinoko: Angel Notes. En diciembre de 2000, TYPE-MOON publicó el juego Tsukihime, una novela visual eroge para PC que se vendió muy bien y consiguió una gran cantidad de fanes gracias a su argumento y a la forma de contarlo de Kinoko Nasu. El éxito del juego llevó a la creación de merchandising y diverso material relacionado, y en 2003, a la adaptación a una serie de anime, Shingetsutan Tsukihime, producida por J.C.Staff y distribuida por Geneon. Además, también existe un manga basado en Shingetsutan Tsukihime que se publicó desde octubre de 2003 hasta septiembre de 2010.
En enero de 2001, TYPE-MOON publicó Plus-Disc, un complemento para Tsukihime que incluía tres historias paralelas y diverso material multimedia. En agosto de 2001 publicó una secuela de Tsukihime, Kagetsu Tohya, y en abril de 2003, Tsuki-Bako, un paquete especial de tres discos que incluían Tsukihime, Plus+Disc y Kagetsu Tohya, además de una remezcla de la banda sonora de ambos juegos y más contenido multimedia.
En diciembre de 2002, TYPE-MOON, en asociación con French-Bread (conocido como Watanabe Seisakujo en ese momento) publicaron su primer juego de lucha, Melty Blood, un juego doujin para PC basado en el universo de Tsukihime que consiguió bastante popularidad. Tiempo después, en mayo de 2004, apareció una expansión denominada Melty Blood Re-ACT, seguida más tarde por un parche que se distribuyó gratuitamente a través de Internet, Melty Blood Re-ACT Final Tuned. Tras la buena acogida que había tenido Melty Blood se realizó una conversión para máquinas arcade y para PlayStation 2 llamada Melty Blood: Act Cadenza.
TYPE-MOON pronto pasó de ser un grupo de software dōjin a una organización comercial, y el 30 de enero de 2004, publicó su primer trabajo comercial, otra novela visual eroge para PC llamada Fate/stay night, que también tuvo gran éxito y se adaptó a una serie de anime de 24 episodios (la cual adapta Fate, la primera ruta de la novela), a un manga que comenzó su publicación el 26 de diciembre de 2005 en la Shōnen Ace (conocida por publicar Neon Genesis Evangelion y Keroro Gunsō) y a una película adaptando Unlimited Blade Works, la segunda ruta de la novela. El 28 de octubre de 2005 se publicó una secuela, Fate/hollow ataraxia, y en mayo de 2007 una versión para PS2 titulada Fate/stay night [Reálta Nua].
En el Comiket 72 publicaron el "All Around TYPE-MOON drama CD".
En agosto de 2019, Type-Moon anunció el establecimiento de una nueva compañía llamada Type-Moon Studio BB, un estudio de desarrollo de videojuegos encabezado por Kazuya Nino, ex-empleado de Square Enix y Atlus, conocido por dirigir sagas como Trauma Center, Etrian Odyssey y Dragon Quest Builders. Segúno Nino, la compañía planea realizar videojuegos en 3D de mediana y larga escala en cooperación con desarrolladores externos, así como también videojuegos en 2D de pequeña escala desarrollados de manera totalmente interna.

## Publicaciones
Type-Moon ha desarrollado y/o producido los siguientes trabajos:

### Franquicia Tsukihime
- Tsukihime: Novela visual eroge para PC, lanzada el 28 de diciembre de 2000. Una adaptación al anime producida por el estudio J.C.Staff se estrenó en octubre de 2003 tomando como base el argumento de la ruta principal de la novela.[1] También se realizó una adaptación a manga a cargo de Sasaki Shōnen, inicialmente serializada entre 2005 y 2010 y posteriormente recopilada en diez volúmenes.
- Tsukihime Plus-Disc: Lanzado el 21 de enero de 2001. Consta de dos historias cortas adicionales además de otros extras de contenido inédito de la novela visual. Una segunda edición, titulada Tsukihime Plus+Disc fue lanzada añadiendo dos historias extras más, en una versión más actualizada del motor KiriKiri.
- Kagetsu Tohya: Fan disc secuela de Tsukihime, lanzada el 13 de agosto de 2001.
- Tsuki-Bako: Lanzado en abril de 2003. Paquete especial de 3 discos que incluye Tsukihime, Plus+Disc y Kagetsu Tohya, además de una remezcla de la banda sonora de ambos juegos, una versión de prueba de Melty Blood y más contenido multimedia.
- talk. y Prelude, dos historias cortas publicadas el 22 de octubre de 2004 en el libro de material Tsukihime Reader Plus Period, y el 20 de agosto de 2006 en el libro de material de Type-Moon Character material respectivamente, fueron planeadas para funcionar como prólogo de un potencial Tsukihime 2.
- Tsuki no Sango: Historia escrita por Kinoko Nasu para el proyecto Full Moon Recital Hall de la reconocida seiyū Maaya Sakamoto, organizado por la revista en línea japonesa Saizensen, que consistía en Sakamoto recitando novelas cortas en un teatro bajo el acompañamiento de proyecciones de animaciones cortas. La primera función de Tsuki no Sango se realizó el 21 de diciembre de 2010. La historia fue publicada en formato de novela, y también recibió una adaptación a manga a cargo de Sasaki Shōnen, recopilada en dos volúmenes.

#### Franquicia Melty Blood
- Melty Blood: Juego de lucha para PC, desarrollado en asociación con French-Bread, lanzado el 28 de diciembre de 2002. Una adaptación a manga de la historia del videojuego fue serializada entre junio de 2005 y agosto de 2011.
- Melty Blood Re-ACT: Expansión para Melty Blood, lanzada el 20 de mayo de 2004.
  - Melty Blood Re-ACT Final Tuned: Parche de actualización para Melty Blood Re-ACT, distribuido como una descarga gratuita.
- Melty Blood: Act Cadenza: Conversión de Melty Blood para máquinas Arcade y PS2, lanzadas el 25 de marzo de 2005 y el 10 de agosto de 2006 respectivamente.
  - Melty Blood: Act Cadenza Ver.B: Conversión actualizada para PC de Act Cadenza, publicada el 27 de julio de 2007.
- Melty Blood: Actress Again: Conversión final de Melty Blood para máquinas Arcade (NAOMI), publicada el 19 de septiembre de 2008. Una conversión a PS2 fue lanzada el 20 de agosto de 2009.
  - Melty Blood: Actress Again Current Code: El primer juego de lucha en 2D desarrollado para las máquinas arcade SEGA RINDWIDE, lanzado el 29 de julio de 2010.
  - Melty Blood: Actress Again Current Code Ver. 1.07: Última actualización del juego, lanzado en arcades el 14 de octubre de 2011 y en PC el 30 de diciembre de 2011 junto al lanzamiento en Blu-ray de la edición limitada de la tercera temporada de Carnival Phantasm. Una versión actualizada y localizada fue lanzada en Steam el 19 de abril de 2016.[2]

#### Tsukihime Remake
- Tsukihime -A piece of blue glass moon-: Novela visual lanzada el 26 de agosto de 2021 para PlayStation 4 y Nintendo Switch, cuenta una nueva versión de las primeras dos rutas de la historia de Tsukihime, con visuales actualizados y nuevos elementos incorporados a la trama.
- Melty Blood: Type Lumina: lanzada a nivel mundial el 30 de septiembre de 2021 para PlayStation 4, Nintendo Switch, Xbox One y Microsoft Windows (Steam). Narra un escenario alterno a la historia del remake de Tsukihime, así como también funciona como reboot de la serie Melty Blood.
- Tsukihime -The other side of red garden-: Novela visual planificada que narrará una nueva versión de las tres rutas restantes de la historia de Tsukihime, así como además una ruta completamente nueva e inédita.

### Franquicia Fate
- Fate/stay night: Novela visual eroge para PC, publicada el 30 de enero de 2004. El 29 de marzo de 2006 se publicó una versión en DVD. El 19 de abril de 2007 se lanzó una conversión para PS2 llamada Fate/stay night [Réalta Nua], omitiendo el contenido para adultos, y más tarde esta nueva versión fue republicada a PC en tres versiones, una para cada ruta de la historia. Hasta la fecha, se han realizado cuatro adaptaciones al anime de Fate/stay night: la primera consiste en una serie de TV producida por el estudio de animación Deen, la cual cubre principalmente la historia de Fate, la primera ruta de la novela,[3] la segunda adaptación fue una película también realizada por Studio Deen de la segunda ruta, Unlimited Blade Works.[4] La tercera adaptación fue una nueva versión de la ruta Unlimited Blade Works, pero esta vez en formato de serie de TV producida por el estudio ufotable.[5] La cuarta y última adaptación fue una trilogía de películas cubriendo la ruta Heaven's Feel, también producida por ufotable.[6]
- Fate/hollow ataraxia: Secuela de Fate/stay night, lanzada para PC el 28 de octubre de 2005, relanzado para PS Vita el 27 de noviembre de 2014.
- Fate/school life
- Fate/Zero: precuela de Fate/stay night, lanzada como una novela ligera de 4 volúmenes desde el 29 de diciembre de 2006 hasta el 29 de diciembre de 2007. Realizada en colaboración con Nitroplus. Una adaptación al anime realizada por ufotable se emitió desde el 1 de octubre de 2011 hasta el 23 de junio de 2012.
- Fate/Prototype
  - Fate/Prototype: Fragments of Sky Silver
- Fate/kaleid liner Prisma Illya
- Fate/tiger colosseum
- Fate/unlimited codes
- Fate/Extra
  - Fate/Extra CCC
  - Fate/Extella
  - Fate/Extella Link
  - Fate/Extra Record
- Fate/Apocrypha
- Lord El-Melloi II-sei no Jikenbo
- Fate/strange fake
- Fate/Labyrinth
- Fate/Grand Order
  - Fate/Grand Carnival
- Emiya-san Chi no Kyō no Gohan
- Fate/Requiem
- Fate/type Redline

### Otros
- Kara no Kyōkai – the Garden of sinners: serie de novelas ligeras, originalmente publicada como una serie de capítulos de forma independiente en línea y en Comikets entre octubre de 1998 y agosto de 1999, reimpresa en dos volúmenes el 8 de junio de 2004 por Kodansha y nuevamente en tres volúmenes entre el 15 de noviembre de 2007 y el 16 de enero de 2008. Fue adaptada en una serie de siete largometrajes animados lanzados entre el 1 de diciembre de 2007 y el 8 de agosto de 2009 producidos por el estudio ufotable, así como también una OVA adaptando el epílogo de la serie lanzado el 2 de febrero de 2011. Un último largometraje adicional fue estrenado el 28 de septiembre de 2013. Una adaptación a manga ilustrado por Sphere Tenku se encuentra en serialización desde septiembre de 2010 en la revista web Saizensen de la editorial Seikaisha.
- Notes. (Angel Notes): novela corta escrita por Kinoko Nasu, publicada en mayo de 1999 para una antología de historias de doujins sobre ángeles llamada Angel Voice.
- Decoration Disorder Disconnection (DDD): novela ligera, escrita por Kinoko Nasu e ilustrada por Hirokazu Koyama. Publicada irregularmente en la revista Faust, con dos volúmenes recopilatorios publicados en 2004, la serie actualmente se encuentra en pausa.
- Carnival Phantasm
- All Around Type-Moon
- 428: Fūsa Sareta Shibuya de: novela visual de Spike Chunsoft; Nasu escribió un escenario especial para el videojuego, en el cual Takashi Takeuchi se encontró a cargo del diseño de los personajes. Este escenario fue realizado como un anime bajo el título Canaan, lanzado en 2009.
- Mahōtsukai no Yoru: novela visual lanzada el 12 de abril de 2012, escrita por Kinoko Nasu, ilustrada por Hirokazu Koyama y musicalizada por Hideyuki Fukasawa. Originalmente escrita antes de Kara no Kyōkai y Tsukihime y ubicada temporalmente antes de las mismas, la historia narra la historia de una joven Aoko Aozaki junto a dos personajes nuevos; Alice Kuonji y Shizuki Soujuuro. En una entrevista con 4Gamer, Kinoko Nasu expresó su deseo de hacer un juego que se sienta como un trabajo terminado, y considera a este un éxito en ese aspecto.[7] Esta es la primera novela visual de Type-Moon en no incluir ningún tipo de contenido adulto. Recientemente fue anunciada una adaptación animada a cargo de ufotable, a estrenarse en cines en 2023.
- Fire Girl
- World Conquest Zvezda Plot
- Sekai Seifuku 〜 Shiroi Keito to Manatsu no Berubiaaje
- Girls' Work